# Корпус подготовки офицеров запаса (США)
Корпус подготовки офицеров запаса (англ. Reserve Officers' Training Corps, сокр. ROTC) — базирующаяся в колледжах система подготовки офицеров Вооруженных сил США.

## Деятельность
Подготовленные таким образом офицеры служат во всех ветвях Вооруженных Сил (хотя Корпус морской пехоты США и Береговая охрана США не имеют собственных программ в корпусе, выпускники служат и там). На 2010 год в этой системе были подготовлены 38,5 % молодых офицеров Армии США, 1,8 % — морской пехоты (через Морской корпус подготовки офицеров запаса), 16,7 % — ВМФ, 38,1 % — ВВС, итого 30 % офицеров Департамента обороны.
Учащиеся проходят подготовку, основанную на соревновательности и личных заслугах. В дополнение к обычной учёбе они получают базовую военную подготовку, регулярные сборы и расширенную летнюю подготовку. По окончании обучения, лучшие 25 % выпускников получают возможность продолжить службу кадровыми офицерами. Остальные 75 % продолжают службу в запасе. Обычно лучшие 3-5 выпускников получают возможность выбора специальности и места службы. Обучение по специальности происходит по окончании программы на специальных офицерских курсах (Basic Officer Learder Course) которые длятся от 3 до 7 месяцев в зависимости от специальности.
Подразделения армейского Корпуса подготовки офицеров запаса включают в себя бригады, батальоны и роты; военно-воздушного — крылья, группы, эскадрильи и флайты (flights — отряды, звенья), военно-морские — в батальоны. В Морском корпусе обучаются также офицеры запаса морской пехоты.
Учащиеся армейского и военно-воздушного Корпуса именуются «кадетами», военно-морского Корпуса — «мичманами».
Выпускники армейского корпуса обязаны отслужить 8 лет, из них 3 года на действительной службе. В корпусе ВМФ эта цифра составляет 5 лет (4 года для морской пехоты). Для авиации — 4 года (6 лет для офицеров боевых систем, 10 лет для пилотов).
Студенты американских колледжей и университетов, не имеющие гражданства США (в том числе те, кто имеет вид на жительство в США), также могут обучаться по программам ROTC, но только в течение первых 2 лет обучения и без права на получение специальной стипендии. Третий и четвёртый годы обучения по программе ROTC доступны только для граждан США, и, соответственно, только им может быть присвоено офицерское звание после окончания обучения в колледже или университете.